# Nicolás Bravo, Sinaloa
Nicolás Bravo är en ort i Mexiko.   Den ligger i kommunen Culiacán och delstaten Sinaloa, i den västra delen av landet, 1 000 km nordväst om huvudstaden Mexico City. Nicolás Bravo ligger 7 meter över havet och antalet invånare är 141.
Terrängen runt Nicolás Bravo är platt. Runt Nicolás Bravo är det ganska tätbefolkat, med 155 invånare per kvadratkilometer. Närmaste större samhälle är La Constancia, 6,5 km nordväst om Nicolás Bravo. Trakten runt Nicolás Bravo består till största delen av jordbruksmark.